# Виолета Ачкоска
Виолета Ачкоска (на македонска литературна норма: Виолета Ачкоска) е историчка от Северна Македония.

## Биография
Виолета Ачкоска е родена в град Охрид на 9 април 1954 година, тогава във Федерална Югославия. През 1977 година се дипломира във Философския факултет на Скопския университет със специалност история. През 1988 година завършва магистратура с работа на тема „Аграрот и селото во Македонија 1945-1955 година“. Преподавателка е по история в Скопския университет.
Научните интереси и публикации на Виолета Ачкоска са в областта на аграрната, икономическата, политическата, културната и образователната история на областта Македония, както и методология на историческата наука. Има издадени над 25 книги, участва в написването на учебници и заснемането на документални филми.